# Rolf Curt
Rolf Curt, né en 1931 à Dortmund, et mort en 2006 à Berlin, est un artiste peintre allemand.

## Biographie
Rolf Curt est né en 1931 à Dortmund. Son père était un collecteur d'impôts qui a dû aller à la guerre. Rolf Curt a étudié l'art à Berlin et a reçu le prix Ernst Reuter en 1958. Il meurt en 2006 à Berlin,.

## Vie privée
Sa petite amie s'appelle Waltraud.

## Exposition
- 1970, participation à l'exposition 1960-1970 au musée de Bochum[2]

## Publication
- (posthume) (de) Rolf Curt et Rosemarie Curt, Rolf Curt. Grafik Malerei, Munich, Deutscher Kunstverlag, 2008, 285 p. (ISBN 978-3-422-06824-7, lire en ligne), p. 285